# Schirnrod
Schirnrod ist ein Ortsteil der Stadt Eisfeld im Landkreis Hildburghausen in Thüringen.

## Lage
Schirnrod liegt nördlich von Sachsenbrunn am Südrand des Thüringer Schiefergebirges und an der Bundesstraße 281. Die Gemarkung des Ortsteils besitzt ländlichen Charakter.

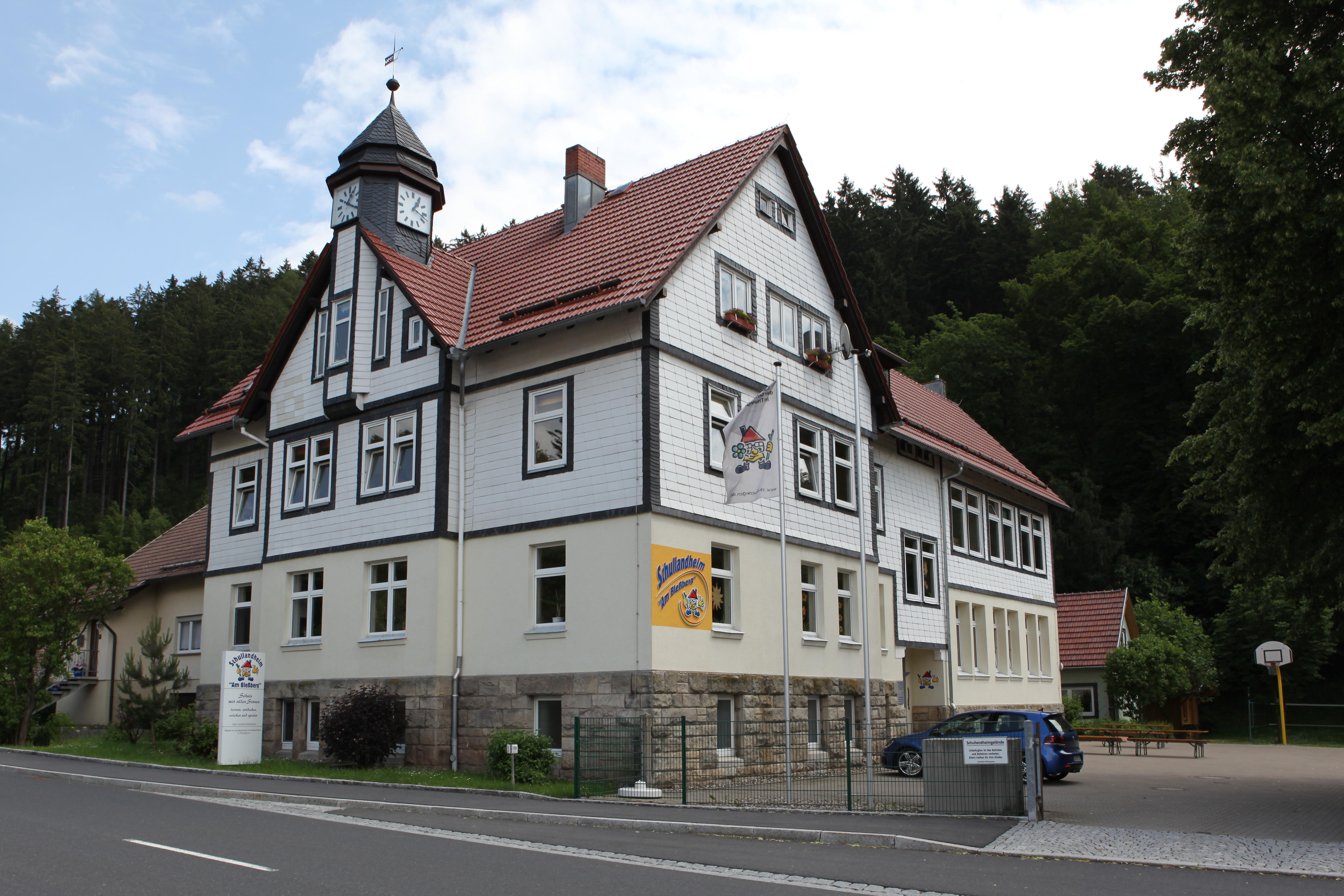
Schullandheim, bis 1990 Station Junger Touristen

## Geschichte
Am 29. Mai 923 wurde das Dorf erstmals urkundlich erwähnt.
240 Personen lebten 2012 im Dorf.
Zum 1. Januar 2019 kam Schirnrod im Zuge der Eingemeindung von Sachsenbrunn zur Stadt Eisfeld.

## Kirche
- Kirchgemeindehaus (Schirnrod)